# 守隨家住宅（旧山田家住宅）石積護岸
守隨家住宅（旧山田家住宅）石積護岸（しゅずいけじゅうたく きゅうやまだけじゅうたく いしづみごがん）は、愛知県東海市名和町砂崎86にある土木構造物。服部長七が考案した人造石工法が用いられている。登録有形文化財。

## 歴史

### 石積護岸の造成

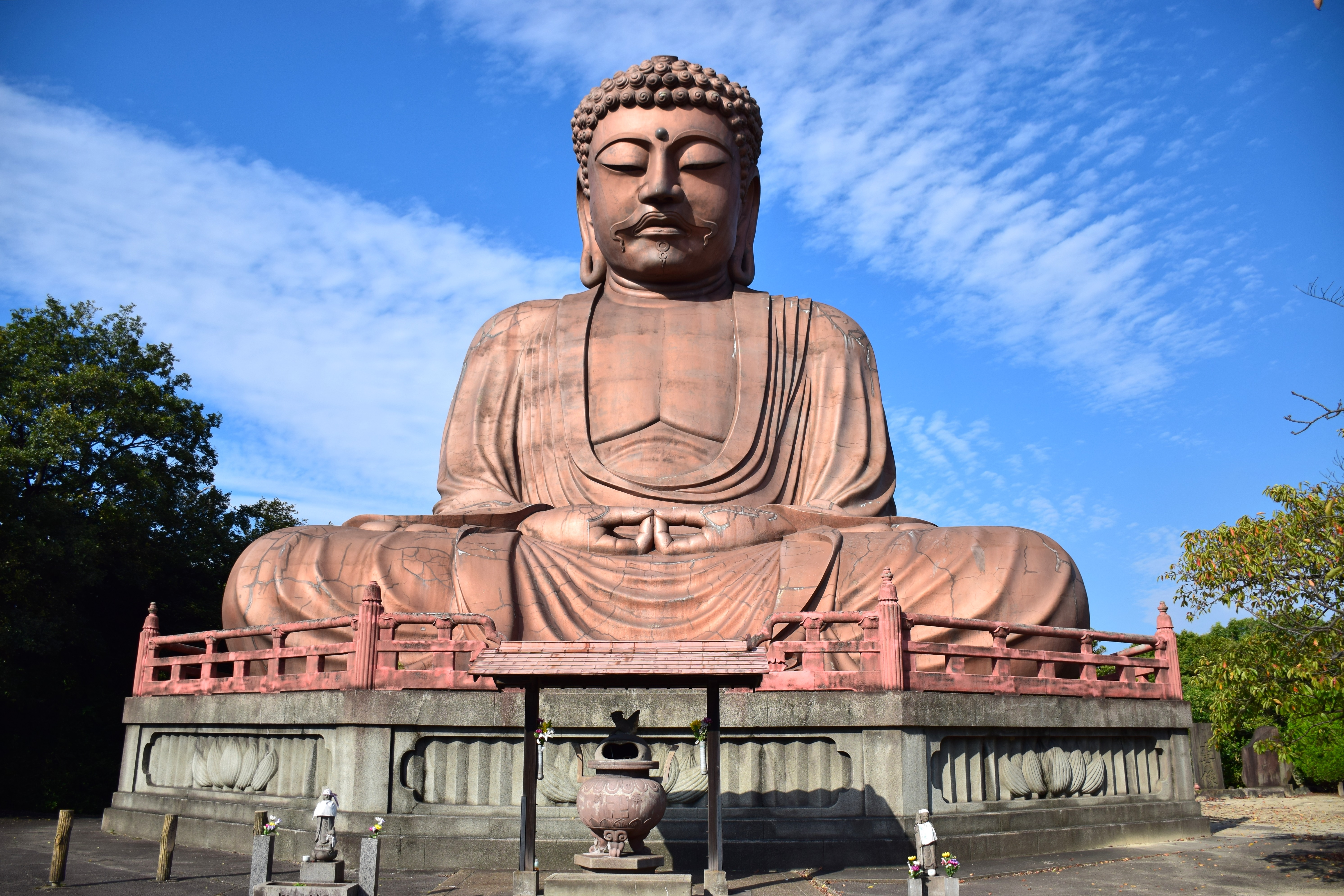
山田才吉が建造した聚楽園大仏

実業家の山田才吉は様々な事業を手掛けた人物であり、1916年（大正5年）には知多郡上野村（現・東海市）に料理旅館の聚楽園を開業させた。愛知電気鉄道（現・名古屋鉄道）に土地を寄付して聚楽園駅を設置し、近くには自身が住む山田家も建てた。人造石による石積護岸はこの頃に造成されたものである。
人造石工法は服部長七が考案した土木工法であり、コンクリートが普及する前に各地の護岸工事などに用いられていた。山田才吉は1927年（昭和2年）に聚楽園大仏も建造し、後藤鍬五郎らが施工した大仏の台座にも人造石が用いられている。1937年（昭和12年）には聚楽園で山田才吉が死去した。

### 保存と活用

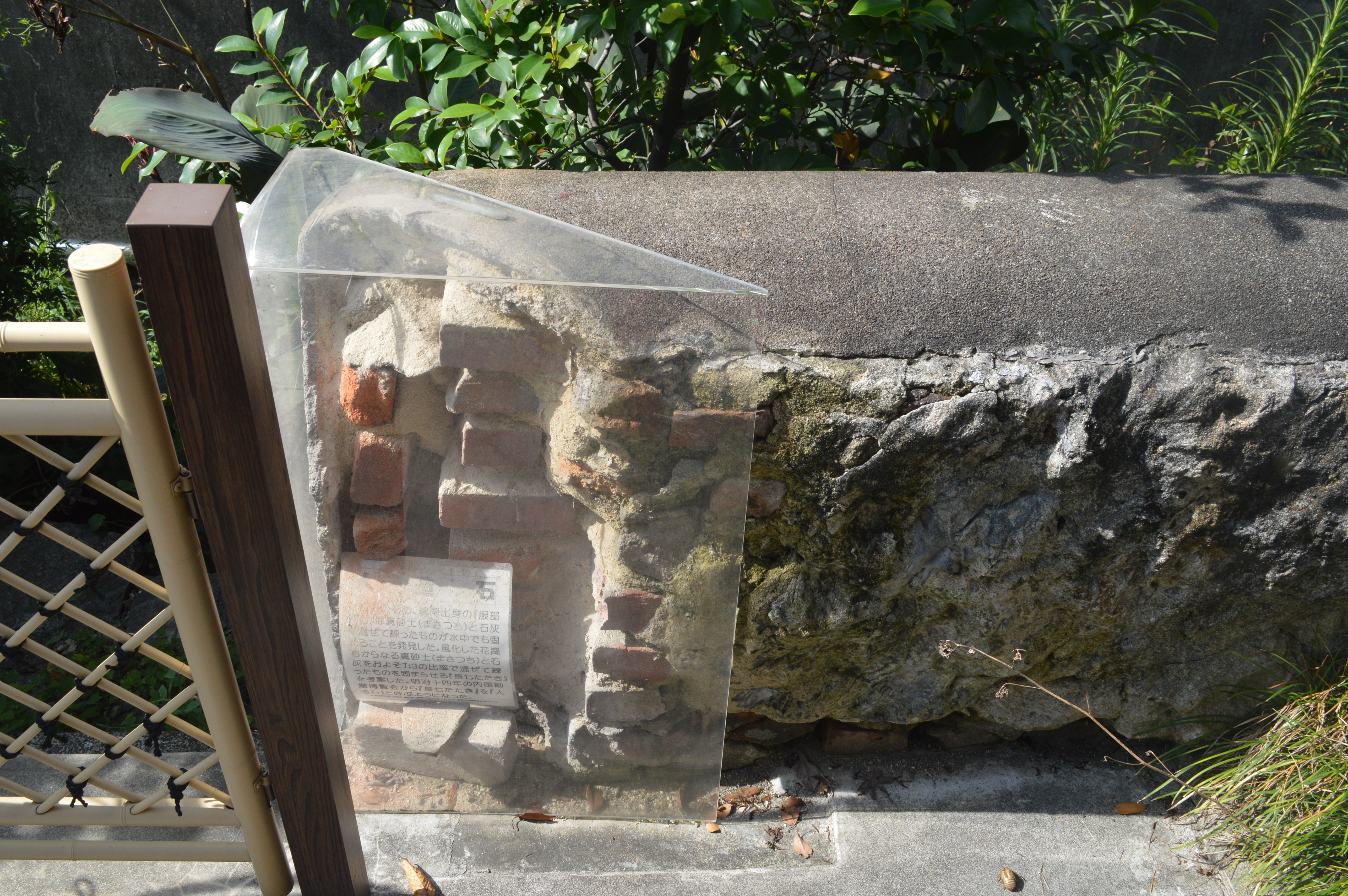
石積護岸脇にある人造石の説明

山田才吉の三女である山田幾久子（守隨幾久子）は守隨家に嫁いだ。2019年（令和元年）に碧南市における人造石工法の護岸が報じられた際、山田才吉の子孫は守隨家敷地内の石積護岸との類似性に気づいた。中部産業遺産研究会の天野武弘の調査によって、この石積護岸が人造石であることが確認された。山田才吉のひ孫にあたる守隨亨延はジャーナリストであり、「聚楽園大仏を次の世代に伝える会」の代表も務めている。
2024年（令和6年）3月6日、登録有形文化財に登録された。同時に東海市の久野家住宅（愛山居）の3件も登録されているが、この4件は東海市における初の登録有形文化財である。同じ人造石の土木構造物としては、2021年（令和3年）に愛知県大府市の明神樋門、明神川逆水樋門が登録されている。

## 特色
聚楽園の北西にあり、名鉄常滑線のすぐ海側にある。伊勢湾の埋立地を囲う石積の護岸であり、敷地の北・西・南面の3面に築かれている。長さは76メートルであり、防潮堤を有している。割石の間に消石灰と真砂土を固練りしたたたきを充填した人造石を用いている。

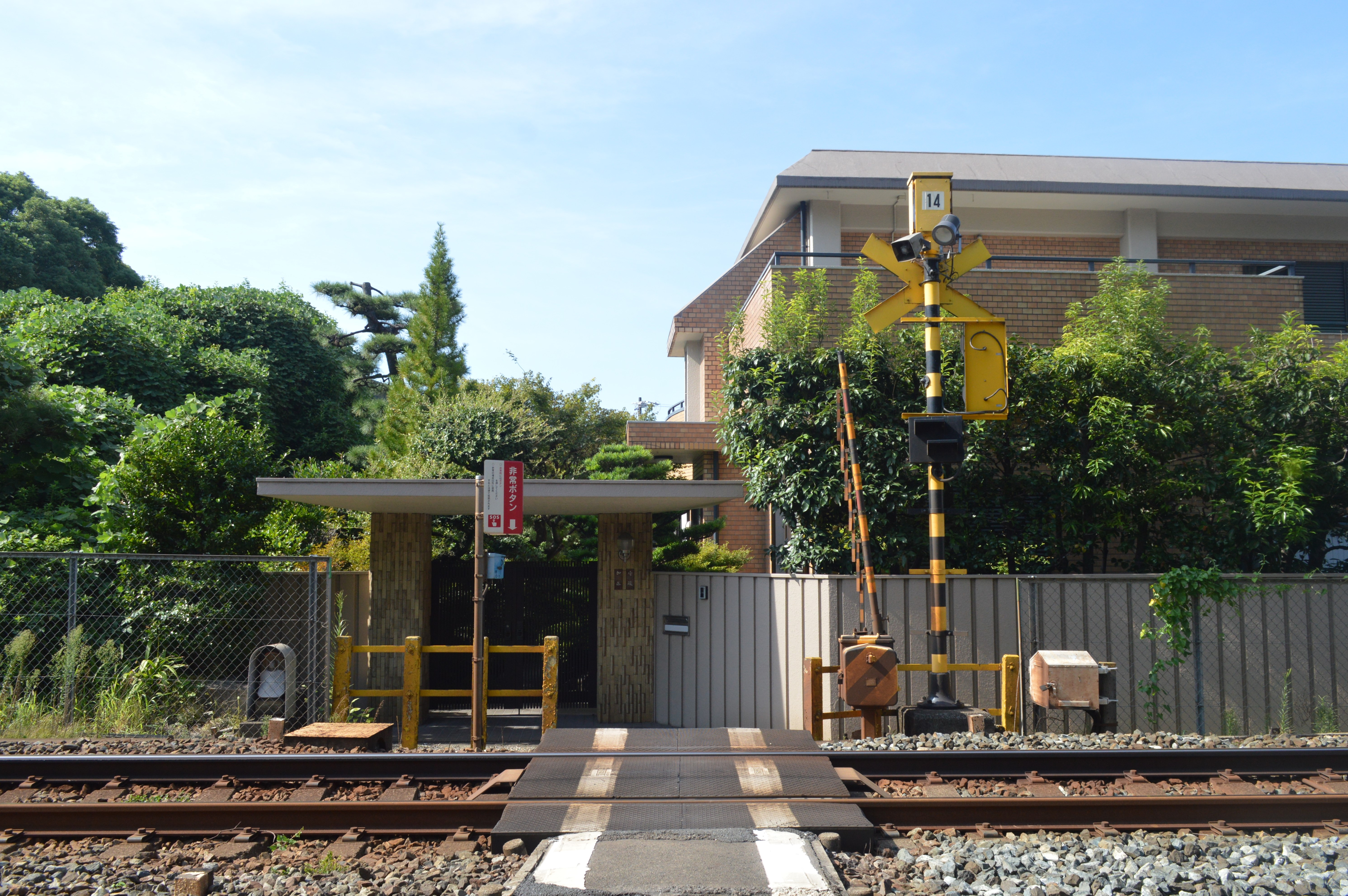
守隨家
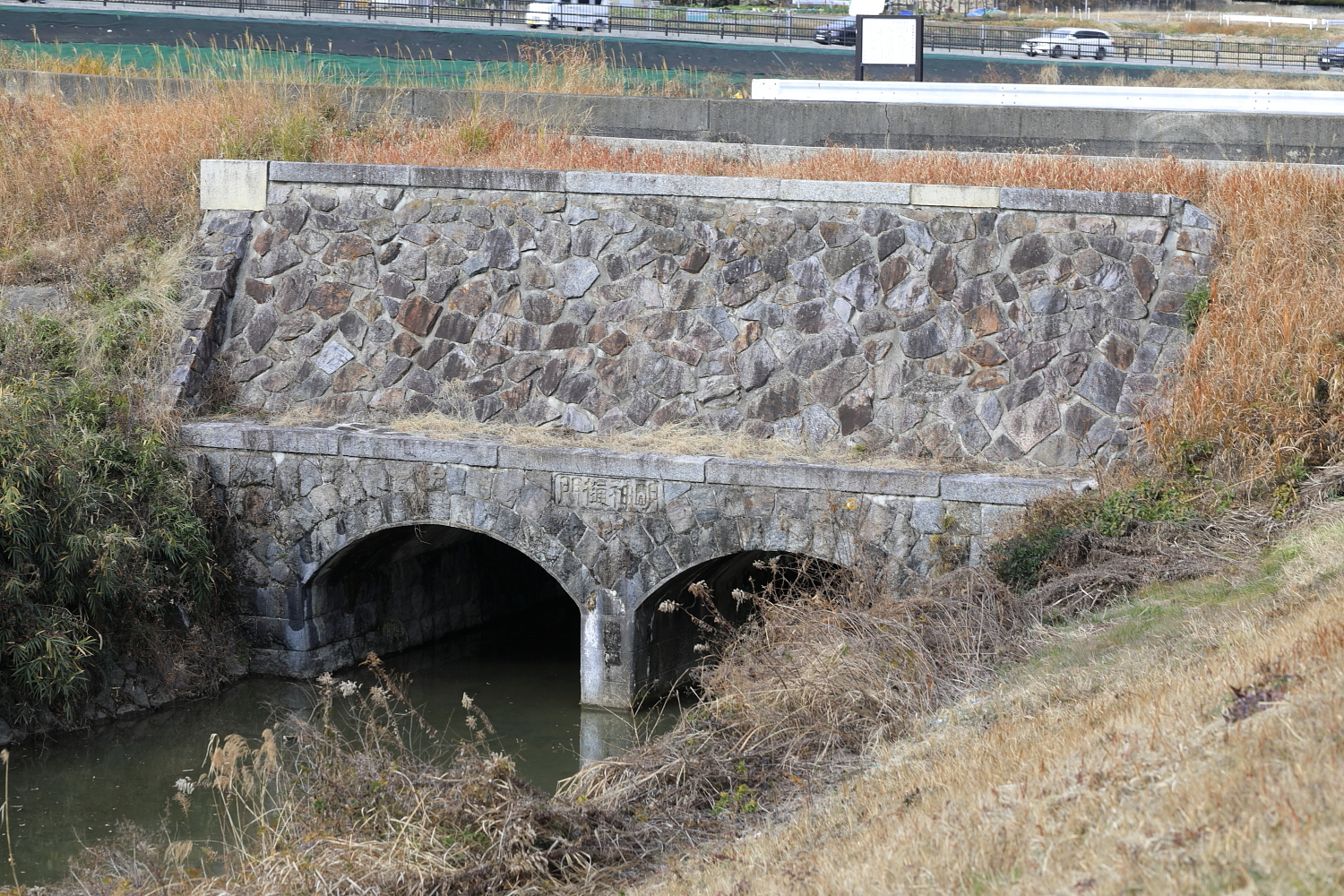
（参考）明神樋門
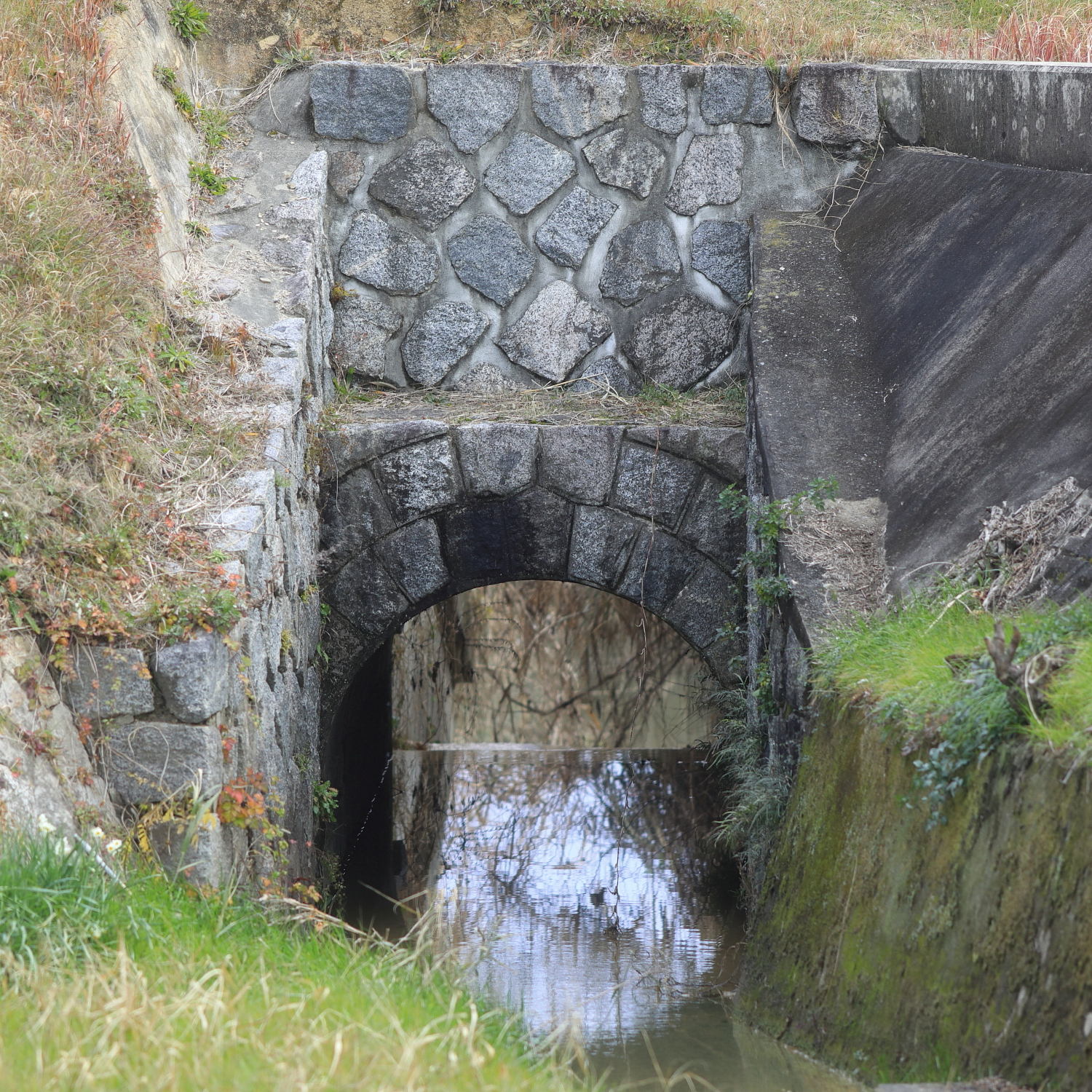
（参考）明神川逆水樋門